# Thelairophasia transita
Thelairophasia transita är en tvåvingeart som beskrevs av Townsend 1919. Thelairophasia transita ingår i släktet Thelairophasia och familjen parasitflugor.
Artens utbredningsområde är Peru. Inga underarter finns listade i Catalogue of Life.